# Munna pellucida
Munna pellucida là một loài chân đều trong họ Munnidae. Loài này được Gurjanova miêu tả khoa học năm 1930.